# Vempironiella aguilari
 (mars 2019).
Genre
Espèce
Vempironiella aguilari, unique représentant du genre Vempironiella, est une espèce de solifuges de la famille des Mummuciidae.

## Distribution
Cette espèce est endémique de la province de Lima au Pérou. Elle se rencontre vers Punta Hermosa.

## Description
Le mâle holotype mesure 4,66 mm et la femelle paratype 5,72 mm.

## Étymologie
Cette espèce est nommée en l'honneur de Pedro G. Aguilar Fernández (1926–2013).

## Publication originale
- Botero-Trujillo, 2016 : The smallest known solifuge: Vempironiella aguilari, new genus and species of sun-spider (Solifugae: Mummuciidae) from the coastal desert of Peru. Journal of Arachnology, vol. 44, no 2, p. 218-226 (texte intégral).